# Ministeriella partiet
Ministeriella partiet var beteckningen på den regeringsvänliga gruppering i andra kammaren i den svenska riksdagen som uppstod direkt efter tvåkammarriksdagens tillkomst 1867. Gruppen var inte en formell förening eller partigrupp och hade som en följd till exempel ingen styrelse eller förtroenderåd.  
De ministriella bestod framförallt av stadsbor och de fåtal lantmän som tog avstånd från Lantmannapartiet och inte heller ville samarbeta med det mer radikala Nyliberala partiet på vänsterkanten. Bland dess främsta män var till en början friherren Johan August Gripenstedt, Axel Bergström, Sigurd Ribbing och Samuel von Troil. 
Motsvarigheten i första kammaren kallades första kammarens ministeriella grupp. De regeringsvänliga dominerade första kammaren men var en liten opposition i andra kammaren.  
Ministeriella partiet gick från 1868 också under öknamnet intelligensen eller intelligenspartiet. Detta var från början en pik åt vad som sågs som "herremännen" inom Lantmannapartiet, som misstänktes se dem över axeln, men kom sedan att bli ett accepterat namn på grupperingen. 
Från och med år 1873 började grupperingen att konsekvent beskriva sig själva som Centern.